# Ladon (gemeente)
Ladon is een gemeente in het Franse departement Loiret (regio Centre-Val de Loire). De plaats maakt deel uit van het arrondissement Montargis. Ladon telde op 1 januari 2022 1.394 inwoners.

## Geografie
De oppervlakte van Ladon bedroeg op 1 januari 2022 13,75 vierkante kilometer; de bevolkingsdichtheid was toen 101,4 inwoners per km².

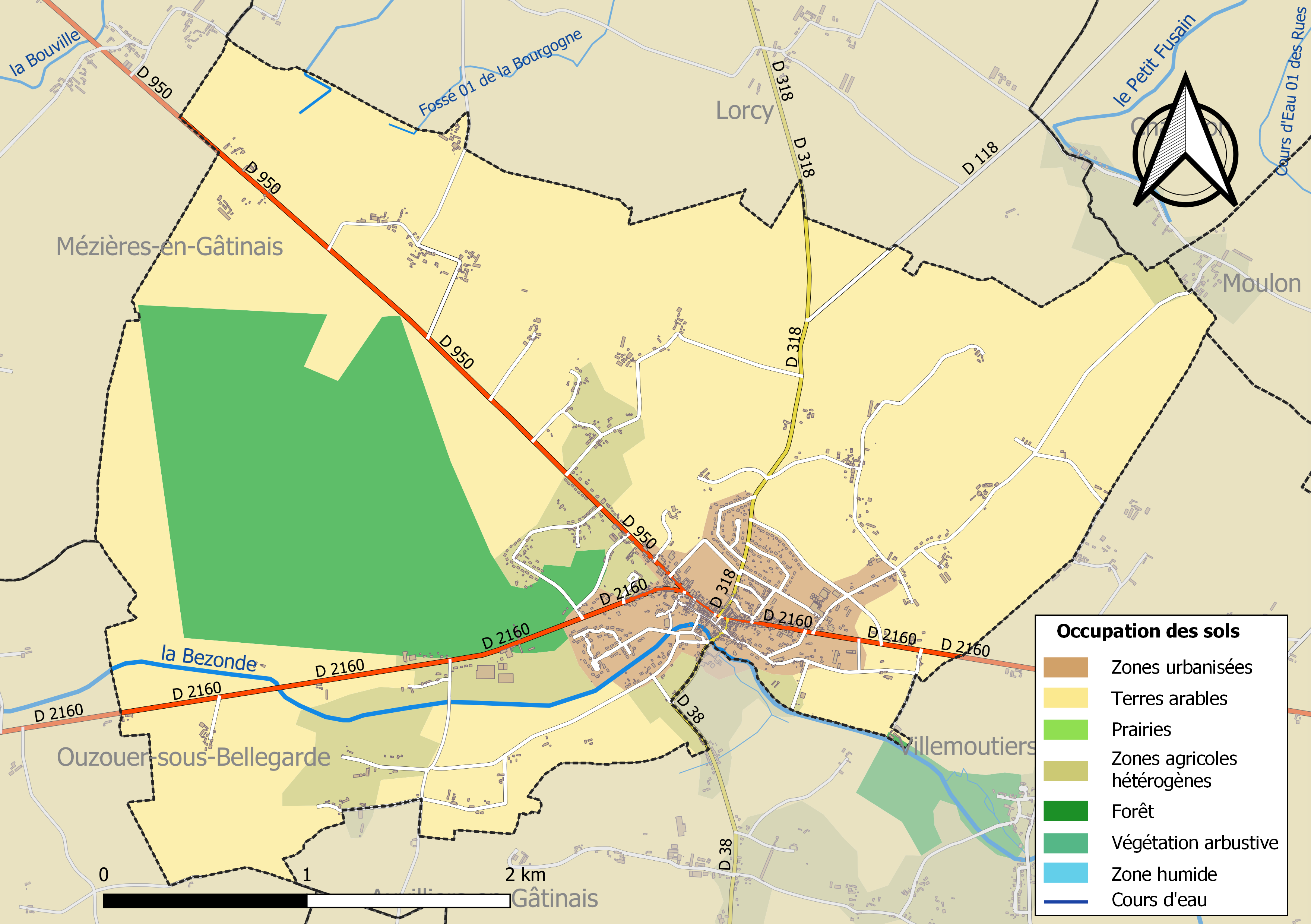
Kaart van de gemeente met de belangrijkste infrastructuur, bodemgebruik en omliggende gemeenten

## Demografie
Onderstaande figuur toont het verloop van het inwonertal (bron: INSEE-tellingen).